# Mrčara
Mrčara je nenaseljen otok u hrvatskom dijelu Jadranskog mora.
Njegova površina iznosi 1,45 km². Dužina obalne crte iznosi 7,798 km. Najviši vrh visok je 123 mnm.